# Jonas Samuelsson
Jonas Samuelsson (født d. 10. april 1991 i Skövde) er en svensk håndboldspiller, som spiller i Aalborg Håndbold.